# Якубов, Мир Теймур Мир Алекпер оглы
Мир Тейму́р Мир Алекпе́рович Яку́бов (азерб. Mir Teymur Mir Ələkbər oğlu Yaqubov; 6 ноября 1904, Баку — 17 февраля 1970, Баку, Азербайджанская ССР, СССР) — советский и азербайджанский партийный и государственный деятель, генерал-лейтенант. Член Коммунистической партии. Входил в состав особой тройки НКВД СССР.

## Биография

### Ранние годы
Мир Теймур Якубов родился 6 ноября 1904 года в Баку. В июне 1920 году он занял должность старшего контролёра Коммунального управления Бакинского Совета, а в сентябре 1925 года ответственного секретаря Организационного отдела Бакинского Совета, проработав в этой должности до августа 1926 года. Прослушав в 1926 году вечернее отделение Бакинского рабочего факультета, Якубов поступил на землеустроительный факультет Московского межевого института, а в мае 1933 года окончил аспирантуру Научно-исследовательского совхозного института Всесоюзной академии сельскохозяйственных наук имени В. И. Ленина. С 1927 года член ВКП(б).
С мая 1933 года Мир Теймур Якубов работал проректором, затем заведующим кафедрой Азербайджанской высшей коммунистической сельскохозяйственной школы, пока в сентябре 1934 года не стал инструктором Сельскохозяйственного отдела ЦК КП(б) Азербайджана по вузам. С марта по июнь 1936 года он преподавал в Азербайджанской высшей коммунистической сельскохозяйственной школы, затем в Бакинском землеустроительном техникуме.

### Партийная карьера
В июне 1936 года Якубов становится 1-м секретарём ЦК ЛКСМ Азербайджанской ССР и занимал эту должность вплоть до марта 1938 года. Этот период отмечен вхождением в состав особой тройки, созданной по приказу НКВД СССР от 30.07.1937 № 00447 и активным участием в сталинских репрессиях.
В 1938 году, становится 3-м секретарём ЦК КП(б) Азербайджана. 18 июля 1938 года постановлением I-й сессии Верховного Совета Азербайджанской ССР I-го созыва Мир Теймур Якубов был назначен на должность председателя Верховного Совета Азербайджанской ССР. Одновременно с марта 1940 по март 1941 года он работал заведующим Отделом пропаганды и агитации ЦК КП(б) Азербайджана.
6 марта 1941 года Якубов стал народным комиссаром внутренних дел Азербайджана, а 7 апреля того же года постановлением IV-й сессии Верховного Совета Азербайджанской ССР I-го созыва он был отстранён от должности Председателя Верховного Совета. По июнь 1950 года Якубов являлся министром внутренних дел Азербайджанской ССР, комиссар государственной безопасности III-го ранга, генерал-лейтенант. В июне 1950 года становится 2-м секретарём ЦК КП(б) Азербайджана. Спустя 2 года в апреле 1952 года избран 1-м секретарём Бакинского областного комитета ЦК КП(б) — КП Азербайджана. 6 апреля 1953 года, постановлением IV-го пленума ЦК КП Азербайджана, Мир Теймур Якубов был назначен 1-м секретарём ЦК КП Азербайджана и занимал эту должность вплоть до 17 февраля 1954 года.
С 1954 по 1957 год Мир Теймур Якубов являлся директором Хачмазского консервного завода, а затем работал инженером проектно-сметной группы «Азпродстроя».
Член Центральной ревизионной комиссии КПСС (1952—1956).
28 июля 1956 года был исключён из членов КПСС с формулировкой «за грубое нарушение социалистической законности и активное содействие преступной деятельности Багирова и его банды». На это решение Якубовым была подана апелляция, но после её рассмотрения, решение об исключении было оставлено в силе.

## Звания
- Комиссар государственной безопасности III-го ранга (14.12.1944)[1]
- Генерал-лейтенант (09.07.1945)[1]

## Награды
- Орден Ленина (27.04.1940) — в ознаменование 20-й годовщины освобождения Азербайджана от ига капитализма и установления там советской власти, за успехи а развитии нефтяной промышленности, за достижения в области подъёма сельского хозяйства и образцовое выполнение строительстве Самур-Дивичинского канала[1]
- Два ордена Красного Знамени[1]
- Орден Красной Звезды — за строительство оборонительных сооружений[1]
- Орден Трудового Красного Знамени[1]